# Јудаизам
Јудаизам (од латинског Iudaismus, изведено из грчког , оригинално од хебрејског  — „Јудеја”; у хебрејском , препознатљиве карактеристике јудејског народа) је античка монотеистичка аврамска религија, са Тором као својим фундаменталним текстом (која је део већег текста познатог као Танах), и суплементарном оралном традицијом представљеном у виду каснијих текстова, као што су Мидраш и Талмуд. Јудаизам обухвата религију, филозофију, културу и начин живота јеврејског народа. Религиозни Јевреји сматрају да је јудаизам израз заветног односа који је Бог успоставио са децом Израела. Са од 14,5 до 17,4 милиона припадника широм света, Јудаизам је десета по величини религија у свету. Јудаизам је настао од паганизма, једна је од првих монотеистичких вера. Први Јевреји су веровали у више Богова попут Ваала, Јехове, Ашере Јеховине жене и мноштво других Божанства. Кроз историју се тежило монотеизму па се међу људима јавила идеја о једном врховном Богу, за врховног Бога је прихваћен Јехова.
Јеврејска и хришћанска вера имају заједничко учење о понизности везано за Стари завет. У личности Мојсија, који је водио израелски народ из ропства у Египту у Обећану земљу, понизност је знак Божје снаге и намене, а не слабости. Библија каже: „Мојсије је био врло скроман човек, најскромнији човек на земљи.” Мојсије је подједнако слављен од стране јеврејских, хришћанских и исламских верника.
Јудаизам обухвата широку колекцију текстова, пракси, теолошких позиција, и облика организације. У оквиру Јудаизма постоји мноштво праваца, већина којих је проистекла из Талмудског јудаизма, који сматра да је Бог открио своје законе и заповести Мојсију на планини Синају у облику писане и оралне Торе. Историјски, ову тврдњу су оспоравале разне групе као што су Садукеји и представници хеленистичког јудаизма током периода другог храма; Караити и Шабети током раног и касног средњовековног периода; као и сегменти модерних неортодоксних деноминација. Модерне гране јудаизма, као што је хуманистички јудаизам могу да буду нетеистичке. У данашње време су највећи јеврејски религиозни покрети: ортодоксни јудаизам (харедни јудаизам и савремени ортодоксни јудаизам), конзервативни јудаизам и реформистички јудаизам. Главни извори разлика између ових група су њихови приступи јеврејском закону, ауторитету рабинске традиције, и значају државе Израела. Ортодоксни јудаизам тврди да су Тора и јеврејски закон божанског порекла, вечни и непроменљиви, и да их треба строго следити. Конзервативни и реформистички јудаизам су либералнији. Позиција конзервативног јудаизма је да генерално промовише „традиционалније“ интерпретације захтева јудаизма него реформистички јудаизам. Типична реформистичка позиција је да се јеврејски закон треба сматрати општим сетом смерница, пре него сетом ограничења и обавезе чије поштовање је обавезно за све Јевреје. Историјски, специјални судови су спроводили јеврејски закон. У данашње време, ти судови још увек постоје, мада је практиковање јудаизма углавном добровољно. Ауторитет у погледу теолошких и правних питања не припада једној особи или организацији, него су то свети текстови и рабини и учењаци који их интерпретирају.
Историја јудаизма обухвата више од 3.000 година. Јудаизам вуче своје корене као структурирана религија са Средњег истока из бронзаног доба. Јудаизам се сматра једном од најстаријих монотеистичких религија. Хебреји и Израелити су називани „Јеврејима“ већ у каснијим књигама Танаха, као што је књига о Јестири, при чему је термин Јевреји заменио назив „деца Израела“. Јудаистички текстови, традиције и вредности су снажно утицали на касније аврамске религије, укључујући хришћанство, ислам и бахаи веру. Многи аспекти јудаизма су исто тако директно или индиректно утицали на световну западну етику и грађанско право.
Јевреји су етнорелигиозна група која обухвата оне који су рођени као Јевреји и оне који су преобраћени у јеврејску веру. Године 2015, јеврејска популација у свету је процењена на око 14,3 милиона, или око 0,2% укупне светске популације. Око 43% свих Јевреја борави у Израелу и око 43% живи у Сједињеним Државама и Канади, док највећи део остатка популације живи у Европи. Остале мањинске групе су расуте широм Јужне Америке, Азије, Африке, и Аустралије.

## Дефинишуће карактеристике и принципи вере
Јудаизам проповеда веру у једног, бестелесног и само духовног Бога, оца свих људи. Овај Бог представља свеукупност моралних савршенстава и од људи захтева љубав и праведност. Име овог Бога је Јахве (или Јехова) и због светости га није дозвољено изговарати. Јеврејска религиозност испољава се у послушности према „божанском закону“. Овај закон садржан је у Старом завету, односно у хебрејској Библији. Стари завет је синтетизован рукопис од 46 књига, канонизован у Јавнеу (Јамнији) око 90. године нове ере који је настајао скоро читав миленијум. Писан је на хебрејском и делимично на арамејском језику. Говори о историји, идејним и друштвеним борбама јеврејског народа. Уједно то је и збирка верских и правних прописа. Стари завет дели се на три основне групе:
(1) Закон (садржи Петокњижје – Пет књига Мојсијевих: Књигу постања, Књигу изласка, Левитски законик, Књигу бројева и Поновљени закон)
(2) Пророци (садржи: Прве пророке и Последње пророке)
(3) Списи (Псалми, Књига о Јову, Приче Соломонове, Прва и Друга књига дневника, Јездријина и Немијина књига, Књига о Рути, Песма над песмама, Књига проповедника, Плач Јеремијин, Књига пророка Данила)
Многи истраживачи сматрају да је Стари завет претходна фаза у развоју хришћанске религије која је изложена у Новом завету.
Поред Торе за верски живот Јевреја посебно је важан Талмуд (хебрејски: учење). Талмуд је велика јеврејска збирка после-библијских тумачења Старог завета, обредних правила, правних прописа, прича и изрека.
Састоји се из два дела:
- Мишна (текст учења) и
- Гемара (објашњење учења).

Постоје два Талмуда:
- Јерусалимски Талмуд (приређен око 650. године нове ере) и
- Вавилонски Талмуд (приређен око 500. године).

За ортодоксног Јеврејина обавезан је и велики број обредних прописа и прописа о чистоћи и исхрани.
Оснивач јеврејске религије је Мојсије (хебрејски: Моше, око 1225. п. н. е.). Практично једини извор за упознавање Мојсијевог живота, рада и учења је Библија, односно Стари завет. Мојсије је био јеврејски вођа и законодавац који је Јевреје ослободио египатског ропства и на гори Синају дао им две таблице - законе који су постали основ јеврејске религије. Мојсије заузима прво место међу оснивачима религија, пошто њему у прилог иде хронолошко првенство: Заратустра, Буда, Конфучије, Исус и Мухамед појавили су се тек много векова после њега. Према Библији, Мојсије је чувајући стоку на божијој планини Хереб видео у жбуну Бога (Јахве) који му је дао моћ да врши чудесна дела и поверио му мисију - да се врати својим племенима и ослободи их од ропства.
Синагога (грчки: скупштина, окупљање) је зграда у којој се обављају верске активности у јудаизму.
Рабин (хебрејски: мој учитељ) је јеврејски свештеник, поглавар верске општине. Статус рабина стиче се дугогодишњим изучавањем Библије и Талмуда.
Део Јевреја противи се абортусу, а део га подржава.

## Јеврејски празници
- Шабат - свети дан мировања - најважнији благдан,
- Рош Хашана - Нова година - годишњица стварања света,
- Јом Кипур - дан помирења и покајања,
- Сукот - благдан колиба,
- Ш'мини Ацерет и Симхат Тора - обнављање круга читања Торе,
- Ханука - благдан светлости,
- Ту би-ш-ват - нова година дрвећа,
- Пурим - благдан избављења,
- Песах - благдан ослобођења,
- Јом ха-Шоа - дан сећања на жртве холокауста,
- Јом ха-Ацмаут - дан државе Израел,
- Јом Јерушалајим - дан града Јерусалима,
- Шавуот - благдан примања Торе.

## Распрострањеност
Данас на свету има између 15 и 18 милиона припадника ове религије. Велики део њих живи у САД, око пет милиона живи у Израелу, а остатак у свим земљама света (нарочито Француској и Русији). Њихови обичаји, њихов начин живота, чак и изговор хебрејског језика могу се разликовати, али Жидови су један народ уједињен заједничким прецима; патријарсима Абрахамом, Изаком (Yitzhak) и Јаковом (Jaakov).

## Антијудаизам
Верска нетрпељивост према јудаизму као религији назива се антијудаизам, који представља верску компоненту антисемитизма. Екстремни облик антијудаизма, који се испољава у виду отворене мржње према јудаизму као религији, назива се мизојудаизам. Прва сведочанства о религијској нетрпељивости према јудаизму потичу још из античког доба, када су следбеници појединих политеистичких религија и култова предузимали разне репресивне мере против монотеистичког јудаизма. Након освајања Јерусалима, Римљани су 70. године н. е. разорили Јерусалимски храм, као средишње култно место јудаизма. Иако је рано хришћанство било блиско повезано са јудаизмом, у појединим хришћанским срединама је такође дошло до успона антијудаизма, па чак и екстремног мизојудаизма, што је током средњег века довело до принудног преверавања, верских прогона, гетоизације и погрома.
Током Средњег века, следбеници јудаизма су под муслиманском влашћу углавном уживали верску толеранцију, мада је било повремених прогона и насиља, као што су Алмохадски прогони.